# 佐竹義準
佐竹 義準（さたけ よしのり、1869年7月1日（明治2年5月22日） - 1924年（大正13年）4月8日）は、日本の華族、官僚。旧久保田藩主家佐竹氏の一門である佐竹東家を嗣いで男爵に叙せられた。陸軍歩兵中尉、貴族院議員。

## 生涯
平戸藩知事（最後の藩主）松浦詮の四男に生まれる。初名は準。1901年（明治34年）東京帝国大学法科大学を卒業。
佐竹東家は「佐竹四家」と言われる佐竹一門であり、久保田藩では家老を務める家格であったが、先代当主の佐竹義寿が1884年（明治17年）に没したのちは、義寿の娘の佐竹克子、ついで義寿の義母にあたる佐竹銀子（先々代当主佐竹義祚の継室）が女戸主となっていた。1900年（明治33年）佐竹四家のうち北家・西家・南家は華族に列し、各当主は男爵が授けられているが、東家は女戸主であったため華族とはならなかった。
義準は銀子の養子となって1903年（明治36年）12月に家督を相続、佐竹東家の第23代当主となった。1906年（明治39年）9月、義寿の戊辰戦争での活躍が功績とされて佐竹東家も華族に列し、義準に男爵が授けられた。1907年（明治40年）9月、統監秘書官となり、以後朝鮮総督府取調局事務官、朝鮮総督府印刷所長などを務めた。
1915年（大正4年）8月28日、補欠選挙で貴族院議員（男爵議員）に選ばれ、1924年（大正13年）に没するまでその地位にあった。
墓は雑司ヶ谷霊園にある。

## 家族
父母
- 実父：松浦詮
- 養母：佐竹銀子（岩城隆喜の娘。佐竹義祚継室）

妻
- 伊達邦成の長女・成子

子女
- 長男：佐竹義利（元東洋製作所社長）
- 長女（養女） ：高子（泉高勅夫人）
- 次女：良子（松平学義夫人、離別後谷安正夫人）
- 三女：操子（岩崎彦弥太夫人）